# Ngành kinh tế
Bài này chủ yếu viết về Ngành kinh tế, để biết thêm nghĩa khác, xem thêm bài Công nghiệp
Ngành kinh tế hay khu vực kinh tế là một bộ phận của nền kinh tế chuyên tạo ra hàng hóa và dịch vụ. Trong nền kinh tế phong kiến, cơ cấu nền kinh tế còn nghèo nàn, các hoạt động kinh tế ở quy mô nhỏ, manh mún. Ngành kinh tế chủ yếu khi đó là nông nghiệp và thương mại. Các ngành kinh tế được đa dạng hóa và hình thành như hiện nay bắt đầu từ những năm 1800, và kể từ đó liên tục phát triển cho đến ngày nay với sự trợ giúp bởi tiến bộ công nghệ. Rất nhiều nước phát triển (như Hoa Kỳ, Anh Quốc, Canada) phụ thuộc sâu sắc vào khu vực sản xuất. Các quốc gia, các nền kinh tế và các ngành công nghiệp của các quốc gia đó đan xen, liên kết, tương tác nhau trong một mạng lưới phức tạp không dễ hiểu tường tận nếu nghiên cứu sơ sài.
Một xu hướng gần đây là sự thay đổi cơ cấu ngành kinh tế khi các quốc gia công nghiệp tiến tới xã hội hậu công nghiệp. Điều này thể hiện ở sự tăng trưởng của lĩnh vực dịch vụ trong khi tỷ lệ của công nghiệp trong cơ cấu kinh tế giảm xuống, và sự phát triển của nền kinh tế thông tin, còn gọi là cuộc cách mạng thông tin. Ở xã hội hậu công nghiệp, lĩnh vực chế tạo được tái cơ cấu, điều chỉnh thông qua quá trình "offshoring" (chuyển dần các giai đoạn sản xuất ít giá trị gia tăng ra nước ngoài).

## Các ngành kinh tế và xếp loại
Hoạt động kinh tế nói chung được xếp vào bốn khu vực của nền kinh tế:
1. Lĩnh vực sản xuất sơ khai gồm nông nghiệp, lâm nghiệp, ngư nghiệp, khai mỏ và khai khoáng.
2. Khu vực hai của nền kinh tế bao gồm công nghiệp và xây dựng.
3. Khu vực thứ ba chính là khu vực dịch vụ: giao thông, tài chính, ăn uống, du lịch, giải trí,...
4. Khu vực thứ tư - khu vực tri thức: Hiện có xu hướng tách một số ngành trong khu vực dịch vụ gồm giáo dục, nghiên cứu và phát triển, thông tin, tư vấn thành một khu vực riêng.

Có thể phân loại ngành kinh tế theo vốn hoặc lao động: ngành thâm dụng tư bản - ngành thâm dụng lao động.
Phân loại theo sản phẩm: ngành hóa chất, ngành dầu mỏ, ngành thực phẩm, ngành cá, ngành giấy, ngành tài chính, ngành phần mềm, ngành quảng cáo, ngành giải trí, v.v...

### Hoa Kỳ
Các ngành kinh tế của quốc gia này được phân loại thành các ngành cụ thể theo SIC (Standard Industrial Classification).

### Anh quốc
Có 17 nhóm ngành lớn theo bản tiêu chuẩn phân loại hoạt động kinh tế (UK SIC 92).

### Nhật Bản
Có 5 nhóm ngành kinh tế lớn theo phân loại của Bộ Kinh tế, Thương mại và Công nghiệp Nhật Bản (METI) là:
- Nông nghiệp, lâm nghiệp và ngư nghiệp
- Xây dựng
- Công nghiệp chế tạo, chế biến
- Dịch vụ
- Dịch vụ Chính phủ

### Việt Nam
Chính phủ Việt Nam áp dụng Hệ thống ngành kinh tế theo Quyết định số Quyết định số 10/2007/QĐ-TTg ngày 23 tháng 1 năm 2007 của Thủ tướng Chính phủ, gồm các 21 nhóm ngành, 642 hoạt động kinh tế cụ thể:
- Nhóm A: Nông nghiệp, lâm nghiệp và thủy sản.
- Nhóm B: Khai khoáng.
- Nhóm C: Công nghiệp chế biến.
- Nhóm D: Sản xuất và phân phối điện, khí đốt, nước nóng, hơi nước và điều hòa không khí
- Nhóm E: Cung cấp nước, hoạt động quản lý và xử lý rác thải, nước thải.
- Nhóm F: Xây dựng.
- Nhóm G: Bán buôn và bán lẻ, sửa chữa ô tô, mô tô, xe máy và xe có động cơ khác.
- Nhóm H: Vận tải kho bãi.
- Nhóm I: Dịch vụ lưu trú và ăn uống.
- Nhóm J: Thông tin và truyền thông.
- Nhóm K: Hoạt động tài chính, ngân hàng và bảo hiểm.
- Nhóm L: Hoạt động kinh doanh bất động sản
- Nhóm M: Hoạt động chuyên môn, khoa học và công nghệ
- Nhóm N: Hoạt động hành chính và dịch vụ hỗ trợ
- Nhóm O: Hoạt động của Đảng Cộng Sản, Tổ chức chính trị - xã hội, quản lý nhà nước, an ninh quốc phòng; Bảo đảm xã hội bắt buộc
- Nhóm P: Giáo dục và đào tạo
- Nhóm Q: Y tế và hoạt động trợ giúp xã hội
- Nhóm R: Nghệ thuật, vui chơi và giải trí
- Nhóm S: Hoạt động dịch vụ khác
- Nhóm T: Hoạt động làm thuê các công việc trong hộ gia đình, sản xuất sản phẩm vật chất và dịch vụ tự tiêu dùng của hộ gia đình
- Nhóm U: Hoạt động của các tổ chức và cơ quan quốc tế.